# Freies Werkstatt Theater Köln
Das Freie Werkstatt Theater Köln e. V. (FWT) wird in gemeinnütziger Form betrieben. Es wird gefördert durch die Stadt Köln und das Land Nordrhein-Westfalen. Das Theater stellt eigene Projektentwicklungen sowie Inszenierungen zeitgenössischer Dramatik in den Mittelpunkt seiner künstlerischen Arbeit.

## Geschichte
Das FWT ging aus dem Modellversuch „Künstler und Schüler“ hervor, der 1977 in mehr als 20 Städten der damaligen Bundesrepublik Deutschland ins Leben gerufen wurde. In Anlehnung an internationale Vorbilder entwickelte das Kölner Projektensemble sein Konzept des „Werkstatt Theaters“ und führte dieses nach dem Ende des Modellversuchs im Herbst 1980 weiter fort. Arbeitsschwerpunkt der Anfangsjahre waren Projektentwicklungen, z. B. mit Schülern, Migranten oder jugendlichen Arbeitslosen. Auch die Theaterarbeit mit älteren Menschen (Altentheater) begann, die bis Ende 2022 kontinuierlich fortgeführt wurde.

## Künstlerische Leitung
Das Theater wurde bis 2012 von Dieter Scholz, Mitbegründer des FWT, und Ingrid Berzau geleitet. Nach gut drei Jahrzehnten wurden sie von Inken Kautter und Gerhard Seidel abgelöst. Ab der Spielzeit 2015/16 leitete Gerhard Seidel das FWT allein, im Januar 2020 trat ihm Guido Rademachers zu Seite. Seitdem wird das FWT künstlerisch von dieser Doppelspitze geleitet.

## Gastregisseure und Koproduktionen
Neben eigenen Produktionen und Stückentwicklung setzt das FWT in besonderem Maße auf Koproduktionen mit freien Theatergruppen. Zu diesen gehören u. a. das interdisziplinäre Künstlerinnenkollektiv Polar Publik sowie Pulk Fiktion, die sich dem Kinder- und Jugendtheater verschrieben haben.
Das FWT lädt regelmäßig auch Gastregisseure für Inszenierungen ein. Darunter u. a. Roland Bertschi, Folke Brabant, Rolf Johannsmeier, Johannes Kaetzler, Kay Link, Frederik Werth, Philine Velhagen und Sophie Killer.

## Sparte Altentheater

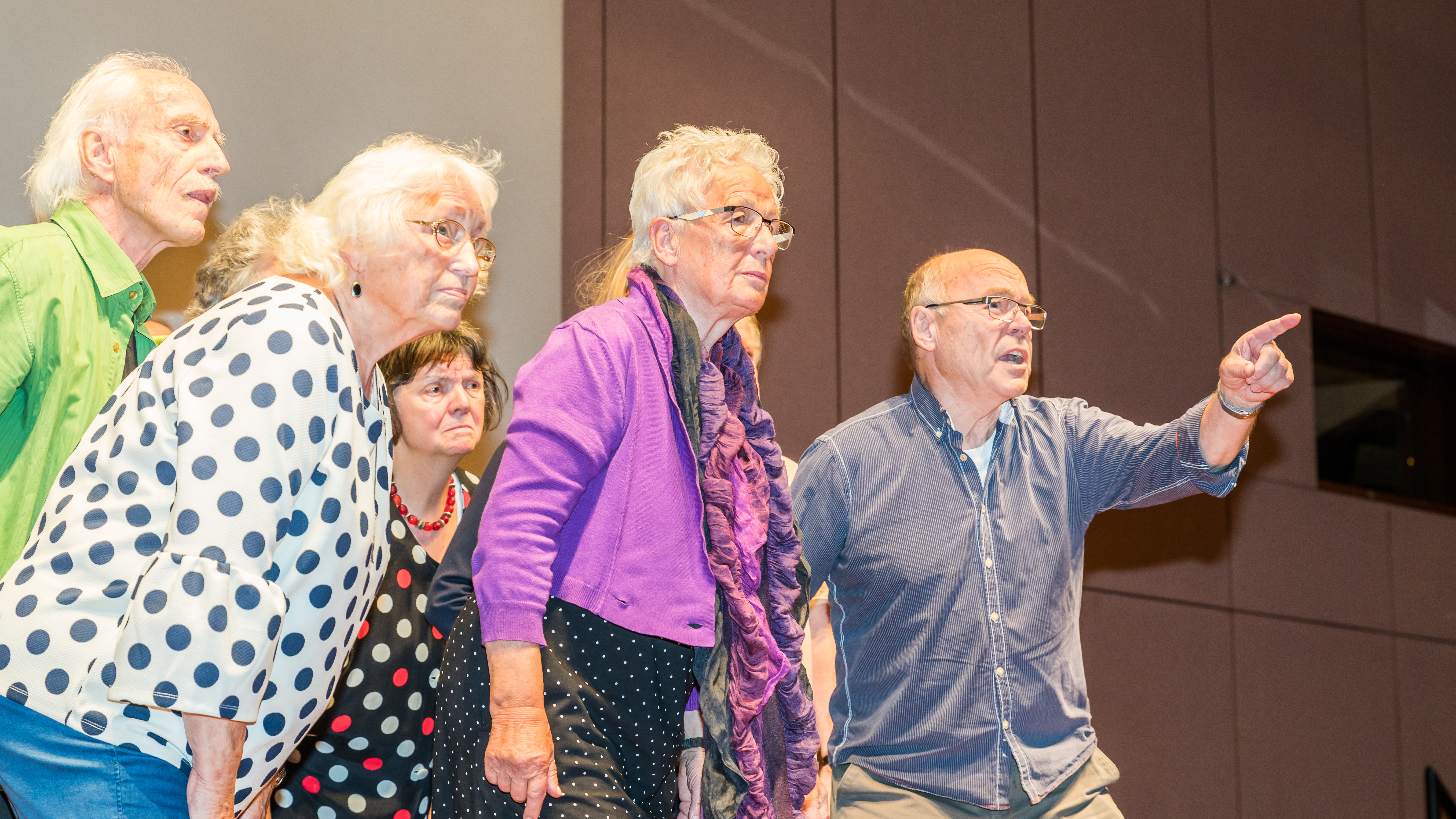
Szenischer Bogen zu 1968 im Rahmen der Eröffnung der Sonderausstellung „KÖLN 1968! Protest. Pop. Provokation“ des Kölnischen Stadtmuseums am 19. Oktober 2018

Seit 1979 entwickelte das FWT als erstes Theater der Bundesrepublik mit einem eigenen Altentheater-Ensemble Theaterstücke, die die Lebens- und Zeitgeschichte der Beteiligten widerspiegeln, den Eintritt ins Pensionsalter und das Leben als älterer Mensch heutzutage thematisieren. Unter der Leitung von Dieter Scholz und Ingrid Berzau war das Altentheater ein fester Bestandteil des Theaters. Am 3. Dezember 2022 fand die letzte Vorstellung des Altenthaters statt, da sich die beiden Leiter in den Ruhestand verabschiedet haben.
Dieter Scholz erhielt 1995 das Bundesverdienstkreuz und 2007 den Kölner Ehrentheaterpreis. Ingrid Berzau wurde 2010 für ihr besonderes Engagement als künstlerische Leiterin des FWT ebenfalls das Bundesverdienstkreuz verliehen.

## Wirkung
Vor allem durch seine Bearbeitungen und Dramatisierungen von Literaturvorlagen sowie durch unkonventionell inszenierte Klassiker hat sich das Theater einen Namen gemacht. Für sein Konzept erhielt das FWT als erstes Theater den 1990 zum ersten Mal vergebenen Förderpreis für Freie Theater des Landes NRW.
Das FWT ist Mitglied beim bundesweiten Netzwerk flausen+, in dem sich darstellende Künstler und kleine bis mittelgroße Theaterhäuser der freien Theaterszene vernetzen.

## Preise
- Fiona Metscher ausgezeichnet mit dem Kölner Darstellerpreis 2018 für das Stück „Für immer schön“
- Ausgezeichnet mit dem Kölner Theaterpreis 2008: die FWT-Erstdramatisierung „Das Wüten der ganzen Welt“
- FWT-Altentheater Hauptpreisträger des Otto-Mühlschlegel-Preises „Zukunft Alter“ 2008 der Robert Bosch Stiftung
- Im Dezember 2007 erhielt Dieter Scholz den Kölner Ehrenpreis
- FWT-Altentheater ausgezeichnet als Zukunftsprojekt im Rahmen des Robert Jungk Preises 2007
- Preis „Länderübergreifendes Engagement für Senioren“ 1999
- Förderpreis des Landes NRW 1992 für „Das große Heft“
- Förderpreis des Landes NRW 1990 für das künstlerische Gesamtkonzept
- EXPRESS-Publikumspreis 1990

## Nominierungen (Auswahl)
Nominierungen für den Kölner Theaterpreis:
- 2022 für Liebe / eine argumentative Übung von Sivan Ben Yishai, inszeniert von Sophie Killer
- 2020 für Revolt. She Said. Revolt Again. von Alice Birch, Inszenierung von Sophie Killer
- 2016 für Der Nazi & Der Friseur nach dem Roman von Edgar Hilsenrath
- 2015 für Muttersprache Mameloschn von Sasha Marianna Salzmann, Inszenierung und Ausstattung Kay Link
- 2013 für Wegschließen – und zwar für immer (UA) Ein kritischer Kontrollgang nach Originalinterviews von Inken Kauter und Nico Dietrich. Inszenierung Nico Dietrich
- 2008 für Das Wüten der ganzen Welt Erstdramatisierung nach dem gleichnamigen Roman von Maarten ’t Hart für das FWT von Johannes Kaetzler, Inszenierung Johannes Kaetzler
- 2007 für Woyzeck³, drei Dramenfragmente von Georg Büchner, Spielfassung von Gerhard Seidel und Kay Link, Inszenierung Kay Link
- 2006 für Irrungen, Wirrungen, Bühnenfassung von Gerhard Seidel nach dem gleichnamigen Roman von Theodor Fontane, Inszenierung Roland Bertschi
- 2004 für Die Erzählung der Magd Zerline von Hermann Broch, Inszenierung Kay Link

weitere Nominierungen: 1990, 1991, 1992, 1996, 1997, 1998, 2001, 2003

## Festivals
Veranstaltung mehrerer Festivals im Bereich Kinder- und Jugendtheater und im Altentheaterbereich, darunter das Erste Welt Altentheater Festival 1999 im Kölner Gürzenich; Teilnahme am „Festival der Kinder- und Jugendtheater NRW“ 1985 bis 1989, 1992; weitere Festivalteilnahmen, u. a. „Theaterzwang '90“, „Spurensuche“ 1992, 3. Festival „Politik im Freien Theater“ 1996; „Theaterzwang '98“; mit dem Altentheater Teilnahme an in- und ausländischen Festivals (u. a. Mâcon, Brüssel, Wien, London, Kopenhagen)